# Barry Eichengreen
Pour les articles homonymes, voir Eichengreen.
Barry Eichengreen (né en 1952) est un économiste américain. Il est professeur d'économie et de science politique à l'université Berkeley où il enseigne depuis 1987. C'est un spécialiste du système monétaire et financier international tant dans ses aspects historiques que présents.

## Formation, carrière et œuvre.
Après un doctorat à l'université Yale, il a commencé à enseigner à Berkeley et, de 1997 à 1998. Il a été économiste au Fonds monétaire international bien qu'il ait été déjà critique avec cette institution.
Son travail le plus connu s'intitule Golden Fetters: The Gold Standard and the Great Depression, 1919-1939, Oxford University Press, 1992. Dans son propre livre sur la Grande Dépression, Ben Bernanke résume ainsi la thèse d'Eichengreen :
« La cause prochaine de la dépression mondiale a été l'étalon-or, un système monétaire structurellement faible et mal géré »
« Pour de nombreuses raisons parmi lesquelles une volonté de la Federal Reserve de faire baisser le boum  sur le marché des actions américaine, la politique monétaire dans plusieurs pays majeurs se fit restrictive à la fin des années vingt. La contraction de la masse monétaire se transmit à l'ensemble du monde par l'intermédiaire de l'étalon-or. Ce qui n'était au départ qu'une déflation modérée fit boule de neige quand la crise bancaire jointe à une crise des devises en 1931, provoqua une fuite internationale vers l'or. La stérilisation de l'or par les pays avec des excédents commerciaux comme les États-Unis et la France, la substitution de l'or aux réserves de devises et la course vers l'or des banques commerciales conduisent à une préférence pour les monnaie basées sur l'or et donc à un fort déclin d'offre de monnaie nationale. La contraction monétaire à son tour est associée à une baisse des prix, de la production et de l'emploi. Une réelle coopération internationale aurait pu en principe provoquer une expansion monétaire dans le monde en dépit de l'étalon-or, mais, les disputes au sujet des réparations de la première guerre mondiale et des dettes de guerre  jointe  à l'insularité et à l'inexpérience de la réserve fédérale et d'autres facteurs ne l'ont pas permis.En conséquence, chaque pays a tenté d'échapper à la spirale déflationniste en abandonnant l'étalon-or et en rétablissant la stabilité monétaire interne, un processus fait de manière non contrôlé et non coordonné jusqu'à ce que la France et les autres pays du bloc de l'or abandonnent en 1936, l'étalon-or. »
La principale preuve qu'il apporte en soutien de sa thèse est le constat que les pays qui sont le plus rapidement sortis de la crise sont ceux qui ont le plus vite abandonné l'étalon-or.
En 2006, il a publié un nouveau livre : Global Imbalances and the Lessons of Bretton Woods, MIT Press, septembre 2006.
Parmi ses plus récents livres publiés figurent The European Economy Since 1945: Co-ordinated Capitalism and Beyond, Princeton University Press, 2007, et Exorbitant Privilege: The Decline of the Dollar and the Future of the International Monetary System, Oxford University Press, 2011.
Dans ce dernier ouvrage, Barry Eichengreen soutient que « le privilège exorbitant du dollar », monnaie d'échange internationale mais qui n'est plus liée à l'or depuis 1971, est à la genèse de la crise financière mondiale de 2007-2008. Il considère qu'un monde devenu multipolaire engendrera un système monétaire international également multipolaire, avec un déclin graduel de la monnaie américaine. Pour lui, le système actuel ne peut demeurer inchangé, car arrivera le moment où les investisseurs verront dans le comportement des États-Unis une pyramide de Ponzi.

## Œuvre

### en anglais
- Elusive Stability: Essays in the History of International Finance 1919–1939. Cambridge University Press, 1990  (ISBN 0-521-36538-4)
- Golden Fetters: The Gold Standard and the Great Depression, 1919–1939. Oxford University Press, 1992,  (ISBN 0-19-510113-8)
- International Monetary Arrangements for the 21st Century. Brookings Institution Press, 1994,  (ISBN 0-8157-2276-1)
- Reconstructing Europe's Trade and Payments: The European Payments Union. University of Michigan Press, 1994,  (ISBN 0-472-10528-0)
- Globalizing Capital: A History of the International Monetary System. Princeton University Press, 1996,  (ISBN 0-691-02880-X);
- European Monetary Unification: Theory, Practice, Analysis. The MIT Press, 1997  (ISBN 0-262-05054-4)
- Toward A New International Financial Architecture: A Practical Post-Asia Agenda. Institute for International Economics, 1999,  (ISBN 0-88132-270-9)
- Financial Crises and What to Do About Them. Oxford University Press, 2002,  (ISBN 0-19-925743-4)
- Capital Flows and Crises. The MIT Press, 2004,  (ISBN 0-262-55059-8)
- The Slide to Protectionism in the Great Depression: Who Succumbed and Why? Working paper du NBER
- Global Imbalances and the Lessons of Bretton Woods, MIT Press, septembre 2006
- The European Economy Since 1945: Co-ordinated Capitalism and Beyond, Princeton University Press, 2007
- Exorbitant Privilege: The Rise and Fall of the Dollar and the Future of the International Monetary System, Oxford University Press, 2011 www.exorbitantprivilege.net.

### traduction en français
- L'expansion du capital : Une histoire du système monétaire international [« Globalizing Capital: A History of the International Monetary System »], Éditions L'Harmattan, 2000, 288 p. (ISBN 978-2-7384-5608-3)
- Un privilège exorbitant : Le déclin du dollar et l'avenir du système monétaire international [« Exorbitant Privilege: The Rise and Fall of the Dollar and the Future of the International Monetary System »], Paris, Odile Jacob, 2011, 280 p. (ISBN 978-2-7381-2678-8)